# Renzenhof
Renzenhof ist ein Gemeindeteil der Stadt Röthenbach an der Pegnitz im Landkreis Nürnberger Land (Mittelfranken, Bayern). Renzenhof liegt in der Gemarkung Haimendorf.

## Lage
Das Dorf liegt in einer Lichtung des Nürnberger Reichswaldes. Die Staatsstraße 2405 führt die Bundesautobahn 9 überbrückend nach Röthenbach an der Pegnitz (2,4 km nordwestlich) bzw. zur Staatsstraße 2240 (0,7 km östlich).

## Geschichte
Renzenhof wurde erstmals 1362 in den Engelthaler Klosterurkunden als Siedlung erwähnt und bereits 1425 im Waldbuch Paul Stromers als Forsthube geführt. Dieser ursprüngliche Dienst- und Wohnsitz des Försters, errichtet zum Schutz der Wald-, Wild-, Weide- und Holzrechte, wechselte mehrfach seine Besitzer.
Mit dem Gemeindeedikt (frühes 19. Jahrhundert) wurde Renzenhof dem Steuerdistrikt Diepersdorf und der Ruralgemeinde Haimendorf, zugeordnet. Im Zuge der Gebietsreform in Bayern wurde Renzenhof am 1. Juli 1972 nach Röthenbach eingemeindet.

## Baudenkmäler

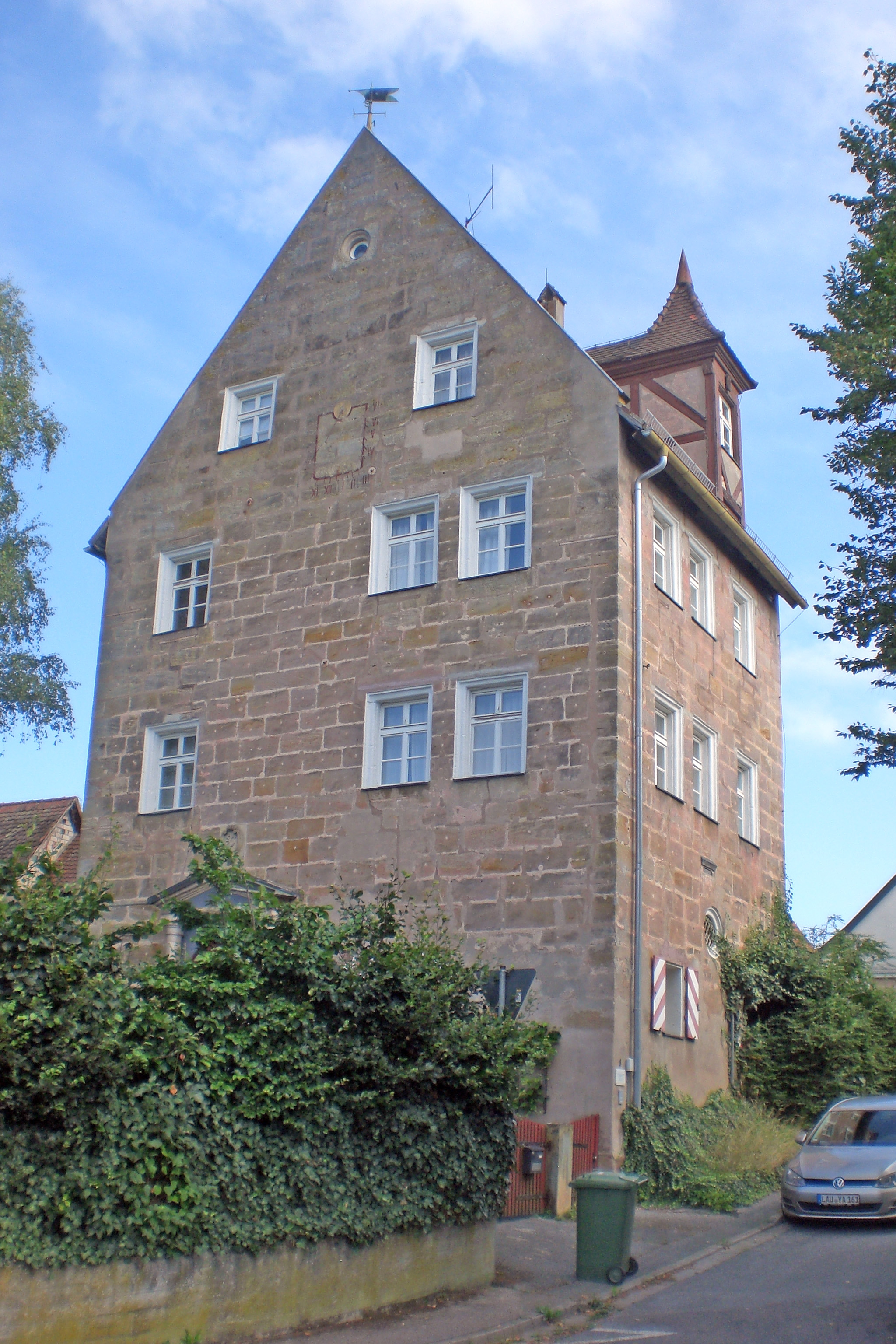
Herrensitz (2024)

Der turmähnliche, dreigeschossige Herrensitz mit seinem Renaissanceportal stammt aus dem 16./17. Jahrhundert. Westlich schließen sich als ehemalige Wirtschaftsgebäude eingeschossige Quaderbauten und eine Scheune mit Fachwerkgiebel und Glockentürmchen an. Der Herrensitz ging 1558 in den Besitz der Familie Fürer von Haimendorf über, die ihn erst 1847 wieder verkaufte. Später gelangte er an die Industriellenfamilie Conradty, die unter Conrad Conradty 1880 in der Röthenbacher Papiermühle eine Bleistiftfabrik gegründet hatte, die sich noch im 19. Jahrhundert zu einer der weltweit bedeutendsten Produktionsstätten von Beleuchtungskohlen entwickelte. Leider gerieten die weitgehend frühneuzeitlichen Ökonomiegebäude in andere Hände und zeigen heute die Spuren jahrelanger Vernachlässigung.

## Wirtschaft und Gewerbe
In Renzenhof befinden sich einige Bauernhöfe und ein Gasthof.